# Новоніколаєвка (Яйський округ)
Новонікола́євка (рос. Новониколаевка) — село у складі Яйського округу Кемеровської області, Росія.

## Населення
Населення — 588 осіб (2010; 660 у 2002).
Національний склад (станом на 2002 рік):
- росіяни — 88 %